# Libros de la Biblia
Los Libros de la Biblia fueron escritos por diversos personajes de la historia, tanto en lengua hebrea (y algunas contribuciones en arameo) en el el libro de Antiguo Testamento, como en lengua griega en el Nuevo Testamento. 
El Antiguo Testamento se compone de la siguiente manera:
- 39 libros para los Protestantes, Anglicanos, Restauracionistas, Asirios del oriente, Judíos Rabínicos y Judíos Caraítas (siendo, para estos dos últimos, presentado tradicionalmente en la forma de 24 libros).
- 46 libros para los Católicos (o 49 si se cuentan de forma separada el Capítulo 6 del Libro de Baruc, y los Capítulos 13 y 14 del Libro de Daniel).
- 51 libros para los Ortodoxos (o 54 si se cuentan de forma separada el Capítulo 6 del Libro de Baruc, y los Capítulos 13 y 14 del Libro de Daniel).

El Nuevo Testamento (que no se encuentra en los Escritos Judíos Rabínicos y Caraítas) se compone de 27 libros para todos los grupos de confesión cristiana.
Así, el total de libros de la Biblia varía según el canon:
- El Canon Alejandrino, utilizado por los primeros cristianos, es una traducción del hebreo al griego, que incluía una serie de libros que fueron rechazados del canon del Tanaj judío, mas fueron recibidos por el Cristianismo de los primeros siglos. En la Iglesia católica se les denomina «deuterocanónicos» a estos libros. La Iglesia Protestante los denomina «apócrifos». Las Iglesias Cristianas Orientales y Ortodoxas incluyen en sus Biblias de cuatro a ocho textos en adición a estos, y rechazan la costumbre occidental de distinguirlos de los protocanónicos.
- El Canon Hebreo es utilizado por el Judaísmo en general (incluyendo a los caraítas y mesiánicos), y por el Cristianismo Protestante, Anglicano y Paraprotestante.

## Libros del Antiguo Testamento
El texto hebreo original consistía solamente de consonantes. Los libros de la Torá (como los judíos conocen al Pentateuco) generalmente tienen nombres basados en la primera palabra prominente de cada libro. Sin embargo, los nombres en español no son traducciones del hebreo, sino están basados en los nombres griegos creados por la traducción llamada Septuaginta, basándose en los nombres rabínicos que describen el contenido temático de cada libro.
Estos son los libros del Antiguo Testamento, ordenados según la costumbre occidental:
| Tanaj [nombre en hebreo] (Originalmente eran 22 libros. Después dos se dividieron para ser 24. Finalmente cinco más se dividieron para formar los actuales 39 libros) | Iglesias protestantes o evangélicas (39 libros) | Iglesia católica (46 libros) | Iglesia ortodoxa (51 libros) | Autor tradicional            | Abreviatura (Formas más comunes en citas bíblicas en español) |
| --- | ----------------------------------------------- | ---------------------------- | ---------------------------- | ---------------------------- | ------------------------------------------------------------- |
| Génesis [בְּרֵאשִׂית / Bereshit] | Génesis                                         | Génesis                      | Génesis                      | Moisés                       | Gen, Gn, Ge                                                   |
| Éxodo [שְׁמוֹת / Shemot] | Éxodo                                           | Éxodo                        | Éxodo                        | Moisés                       | Ex, Exod, Exo                                                 |
| Levítico [וַיִּקְרָא / Vayikra] | Levítico                                        | Levítico                     | Levítico                     | Moisés                       | Lv, Lev, Le                                                   |
| Números [בַּמִדְבַּר / Bamidbar] | Números                                         | Números                      | Aritmoi                      | Moisés                       | Num, Nu, Nm                                                   |
| Deuteronomio [דְּבָרִים / Devarim] | Deuteronomio                                    | Deuteronomio                 | Deuteronomio                 | Moisés                       | Deut, De, Dt                                                  |
| Josué [יְהוֹשֻעַ / Yehoshúa] | Josué                                           | Josué                        | Josué                        | Josué                        | Josu, Jos, Js                                                 |
| Jueces [שׁוֹפְטִים / Shoftim] | Jueces                                          | Jueces                       | Jueces                       | Samuel                       | Jc, Jue, Ju                                                   |
| Rut [רוּת / Rut] | Rut                                             | Rut                          | Rut                          | Samuel                       | Rt, Ru                                                        |
| I Samuel [שְׁמוּאֵל א / Shemuel Álef] | I Samuel                                        | I Samuel                     | I Reinos                     | Samuel, Gad y Natán          | 1 Sam, 1 Sa, 1 Sm                                             |
| II Samuel [שְׁמוּאֵל ב / Shemuel Bet] | II Samuel                                       | II Samuel                    | II Reinos                    | Gad y Natán                  | 2 Sam, 2 Sa, 2 Sm                                             |
| I Reyes [מְלָכִים א / Melajim Álef] | I Reyes                                         | I Reyes                      | III Reinos                   | Jeremías                     | 1 Re                                                          |
| II Reyes [מְלָכִים ב / Melajim Bet] | II Reyes                                        | II Reyes                     | IV Reinos                    | Jeremías                     | 2 Re                                                          |
| I Crónicas [דִּבְרֵי הַיָּמִים א / Divrei Hayamim Álef] | I Crónicas                                      | I Crónicas                   | I Paralipómenos              | Esdras                       | 1 Cron, 1 Crn, 1 Cro                                          |
| II Crónicas [דִּבְרֵי הַיָּמִים ב / Divrei Hayamim Bet] | II Crónicas                                     | II Crónicas                  | II Paralipómenos             | Esdras                       | 2 Cron, 2 Crn, 2 Cro                                          |
| |                                                 |                              | I Esdras                     | Esdras                       |                                                               |
| Esdras [עֶזְרָא / Ezra] | Esdras                                          | Esdras                       | II Esdras                    | Esdras                       | Esd, Esdr                                                     |
| Nehemías [נְחֶמְיָה / Nehemiá] | Nehemías                                        | Nehemías                     | II Esdras                    | Nehemías                     | Neh, Ne                                                       |
| |                                                 |                              | III Esdras                   | Esdras                       |                                                               |
| Tobit (Tobías) | Tobith (Tobías)                                 | Tobit                        | Tb, Tob                      |                              |                                                               |
| Judit | Judith                                          | Judit de Betulia             | Jdt                          |                              |                                                               |
| Ester [אֶסְתֵּר] | Ester                                           | Ester                        | Esther                       | Mardoqueo y Esdras           | Est                                                           |
| |                                                 | I Macabeos                   | I Macabeos                   | Juan Hircano I               | 1 Mac                                                         |
| II Macabeos | II Macabeos                                     | Jasón de Cirene              | 2 Mac                        |                              |                                                               |
| | III Macabeos                                    | Simón II                     |                              |                              |                                                               |
| IV Macabeos | Aristóbulo de Alejandría                        |                              |                              |                              |                                                               |
| Job [אִיּוֹב / Iyov] | Job                                             | Job                          | Job                          | Moisés                       | Jb                                                            |
| Salmos [תְּהִילִים / Tehilim] (150) | Salmos (150)                                    | Salmos (150)                 | Salmos (151)                 | David, Asaf, Salomón y otros | Sal                                                           |
| Proverbios [מִשְׁלִי / Mishlei] | Proverbios                                      | Proverbios                   | Proverbios                   | Salomón, Agur y Lemuel       | Pr, Prov                                                      |
| Eclesiastés [קֹהֶלֶת / Qohélet] | Eclesiastés                                     | Eclesiastés (Cohélet)        | Eclesiastés (Cohélet)        | Salomón                      | Qo, Ec, Ecl                                                   |
| Cantar de los Cantares [שִׁיר הַשִׁירִים / Shir Hashirim] | Cantar de los Cantares                          | Cantar de los Cantares       | Cantar de los Cantares       | Salomón                      | Cant                                                          |
| |                                                 | Sabiduría                    | Sabiduría                    | Salomón                      | Sb, Sab                                                       |
| Eclesiástico (Sirácida) | Sophia Panaretos (Sirácida)                     | Jesús ben Sirac (Sirácides)  | Si, Sir, Ecli                |                              |                                                               |
| | Odas                                            | Varios                       |                              |                              |                                                               |
| Isaías [יְשַׁעְיָהוּ / Yeshayahu] | Isaías                                          | Isaías                       | Isaías                       | Isaías                       | Is                                                            |
| Jeremías [יִרְמְיָהוּ / Yirmiyahu] | Jeremías                                        | Jeremías                     | Jeremías                     | Jeremías                     | Jr                                                            |
| Lamentaciones [אֵיכָה / Eijá] | Lamentaciones                                   | Lamentaciones                | Trenos                       | Jeremías                     | Lam, La                                                       |
| |                                                 | Baruch Carta de Jeremías     | Baruc Epístola de Jeremías   | Baruc                        | Ba, Bar                                                       |
| Jeremías |                                                 | Baruch Carta de Jeremías     | Baruc Epístola de Jeremías   |                              |                                                               |
| Ezequiel [יְחֶזְקֵאל / Yejezkel] | Ezequiel                                        | Ezequiel                     | Ezequiel                     | Ezequiel                     | Ez                                                            |
| Daniel [דָּנִיֵּאל / Danyyel]] | Daniel                                          | Daniel                       | Daniel                       | Daniel                       | Dn, Dan                                                       |
| Oseas [הוֹשֵׁעַ / Hoshea] | Oseas                                           | Oseas                        | Oseas                        | Oseas                        | Os                                                            |
| Joel [יוֹאֵל / Yoel] | Joel                                            | Joel                         | Joel                         | Joel                         | Jl, Joe                                                       |
| Amós [עָמוֹס / Amos] | Amós                                            | Amós                         | Amós                         | Amós                         | Am                                                            |
| Abdías [עֹבַדְיָה / Ovadiá] | Abdías                                          | Abdías                       | Abdías                       | Abdías                       | Ab, Abd                                                       |
| Jonás [יוֹנָה / Yona] | Jonás                                           | Jonás                        | Jonás                        | Jonás                        | Jon                                                           |
| Miqueas [מִיכָה / Mija] | Miqueas                                         | Miqueas                      | Miqueas                      | Miqueas                      | Mi, Miq                                                       |
| Nahúm [נַחוּם / Najum] | Nahum                                           | Nahum                        | Nahum                        | Nahúm                        | Na, Nah                                                       |
| Habacuc [חֲבַקּוּק / Javakuk] | Habacuc                                         | Habacuc                      | Habacuc                      | Habacuc                      | Ha, Hab                                                       |
| Sofonías [צְפַנְיָה / Tzefaniá] | Sofonías                                        | Sofonías                     | Sofonías                     | Sofonías                     | Sof                                                           |
| Hageo [חַגַּי / Jagái] | Hageo                                           | Hageo                        | Hageo                        | Hageo                        | Ag, Hag, Hg                                                   |
| Zacarías [זְכַרְיָה / Zejariá] | Zacarías                                        | Zacarías                     | Zacarías                     | Zacarías                     | Za, Zac                                                       |
| Malaquías [מַלְאָכִי / Malají] | Malaquías                                       | Malaquías                    | Malaquías                    | Malaquías                    | Ml, Mal                                                       |

## Libros del Nuevo Testamento
| Orden | Libro                                 | Abreviatura | N.º Capítulos | Autoría tradicional |
| ----- | ------------------------------------- | ----------- | ------------- | ------------------- |
| 1     | Evangelio de Mateo                    | Mt          | 28            | Mateo               |
| 2     | Evangelio de Marcos                   | Mc          | 16            | Marcos              |
| 3     | Evangelio de Lucas                    | Lc          | 24            | Lucas               |
| 4     | Evangelio de Juan                     | Jn          | 21            | Juan                |
| 5     | Hechos de los Apóstoles               | Hch         | 28            | Lucas               |
| 6     | Epístola a los romanos                | Rom         | 16            | Pablo               |
| 7     | Primera epístola a los corintios      | 1 Cor       | 16            | Pablo               |
| 8     | Segunda epístola a los corintios      | 2 Cor       | 13            | Pablo               |
| 9     | Epístola a los gálatas                | Gal         | 6             | Pablo               |
| 10    | Epístola a los efesios                | Ef          | 6             | Pablo               |
| 11    | Epístola a los filipenses             | Flp         | 4             | Pablo               |
| 12    | Epístola a los colosenses             | Col.        | 4             | Pablo               |
| 13    | Primera epístola a los tesalonicenses | 1 Ts        | 5             | Pablo               |
| 14    | Segunda epístola a los tesalonicenses | 2 Ts        | 3             | Pablo               |
| 15    | Primera epístola a Timoteo            | 1 Tim       | 6             | Pablo               |
| 16    | Segunda epístola a Timoteo            | 2 Tim       | 4             | Pablo               |
| 17    | Epístola a Tito                       | Tit         | 3             | Pablo               |
| 18    | Epístola a Filemón                    | Flm         | 1             | Pablo               |
| 19    | Epístola a los hebreos                | Heb         | 13            | Pablo               |
| 20    | Epístola de Santiago                  | Sto         | 5             | Santiago            |
| 21    | Primera epístola de Pedro             | 1 P         | 5             | Pedro               |
| 22    | Segunda epístola de Pedro             | 2 P         | 3             | Pedro               |
| 23    | Primera epístola de Juan              | 1 Jn        | 5             | Juan                |
| 24    | Segunda epístola de Juan              | 2 Jn        | 1             | Juan                |
| 25    | Tercera epístola de Juan              | 3 Jn        | 1             | Juan                |
| 26    | Epístola de Judas                     | Jud.        | 1             | Judas               |
| 27    | El Apocalipsis de Juan                | Ap          | 22            | Juan                |